# Sân bay Brønnøysund, Brønnøy
Sân bay Brønnøysund, Brønnøy (IATA: BNN, ICAO: ENBN) là một sân bay phục vụ thị xã Brønnøysund ở đô thị Brønnøy của Nordland, Na Uy. Sân bay này nằm ở đông nam trung tâm thị xã và được khai trương năm 1968. Sân bay Brønnøy do Avinor vận hành.
Nhà ga đã được mở rộng nhiều lần và hiện có thể phục vụ 90 lượt khách mỗi giờ. Năm 2004, sân bay này đã phục vụ 79.330 lượt khách. Sân bay này cũng phục vụ máy bay trực thăng phục vụ các hoạt động ở ngoài khơi.

## Các hãng hàng không và các tuyến bay

### Theo lịch trình
- Widerøe (Bodø, Mo i Rana, Namsos, Sandnessjøen, Trondheim)

### Trực thăng
- Lufttransport (Ambulance/EMS)
- CHC Helikopter Service (Offhsore installations)

## Tai nạn và sự cố
Ngày 6 tháng 5 năm 1988, một chiếc Dash 7 của Widerøe trên đường từ Namsos đã rơi ở núi Torghatten gần đo, làm 36 khách thiết mạng.